# Anh Nguyễn Văn Trỗi sống mãi
Anh Nguyễn Văn Trỗi sống mãi (tiếng Nga: Нгуен Ван Чой вечно жив) là một bộ phim tài liệu Việt Nam do Xưởng phim Thời sự Tài liệu Trung ương sản xuất vào năm 1964. Đây là bộ phim đầu tiên về người chiến sĩ cách mạng Nguyễn Văn Trỗi do Nghệ sĩ nhân dân Bùi Đình Hạc đạo diễn.

## Nội dung
Bộ phim kết hợp thước phim tư liệu khi Nguyễn Văn Trỗi bị áp giải ra pháp trường trước khi anh bị xử bắn tại miền Nam Việt Nam và những cảnh quay khi anh còn ở miền Bắc.

## Sản xuất
Ngày 15 tháng 10 năm 1964, nhà yêu nước trẻ tuổi Nguyễn Văn Trỗi bị chính quyền Việt Nam Cộng hòa xử bắn. Đây là một trong những hình tượng tiêu biểu về người chiến sĩ cách mạng Việt Nam thời bấy giờ, đã gây xúc động cho rất nhiều người. Bùi Đình Hạc đã bắt đầu khởi quay bộ phim tài liệu này trong bối cảnh đó. Người được phân công viết kịch bản và lời bình cho bộ phim tài liệu này là nhà biên kịch Bành Châu. Tư liệu để quay phim lúc bấy giờ là vô cùng ít, đặc biệt là không có đoạn phim quan trọng lúc Nguyễn Văn Trỗi bị xử bắn ở pháp trường. Bùi Đình Hạc đã gửi thư đi rất nhiều người ở nhiều quốc gia, và may mắn được một nhà quay phim ngoại quốc mang đến tặng. Kết hợp đoạn phim ngắn nhưng quý giá ở pháp trường và những thước phim quay ở miền Bắc Việt Nam, bộ phim đã tạo nên được hiệu ứng vô cùng mạnh mẽ ở thời điểm bấy giờ.

## Đón nhận
Sau khi ra mắt, bộ phim được cho là đã trở thành một sự kiện góp phần vào việc thúc đẩy thi đua sản xuất và chiến đấu tại miền Bắc Việt Nam, động viên thanh niên ra trận. Năm 1965, bộ phim được đưa đi tham gia Liên hoan phim quốc tế Moskva và đã giành được giải bạc cho phim tài liệu. Đến năm 1970, bộ phim tiếp tục được công chiếu tại Liên hoan phim Việt Nam lần thứ 1 và trở thành một trong những bộ phim tài liệu nhận được Bông sen vàng. Năm 2007, đạo diễn Bùi Đình Hạc đã được trao Giải thưởng Hồ Chí Minh về văn học nghệ thuật trong đợt trao giải thứ 3 nhờ 5 bộ phim tài liệu và 2 phim truyện nhựa, trong đó có Anh Nguyễn Văn Trỗi sống mãi.

## Giải thưởng
| Năm  | Lễ trao giải                      | Hạng mục               | Kết quả        | Nguồn         |
| ---- | --------------------------------- | ---------------------- | -------------- | ------------- |
| 1965 | Liên hoan phim quốc tế Moskva     | Phim tài liệu          | Huy chương bạc | [ 10 ] [ 11 ] |
| 1970 | Liên hoan phim Việt Nam lần thứ 1 | Phim tài liệu xuất sắc | Bông sen vàng  | [ 12 ]        |